# エドゥ・カンパバダル
エドゥアルド・"エドゥ"・カンパバダル・クラロス（Eduard "Edu" Campabadal Clarós、1993年1月26日 - ）は、スペイン・カタルーニャ州タラゴナ出身のサッカー選手。CDアトレティコ・バレアレス所属。ポジションはDF。

## クラブ経歴
カタルーニャ州のタラゴナに生まれ、2012年にFCバルセロナからウィガン・アスレティックFCの下部組織に入団した。2013年5月19日、アストン・ヴィラFCとの試合でプレミアリーグデビューを果たした。
2013年7月21日、セグンダ・ディビシオンのコルドバCFと2年契約を交わした。加入直後はBチームに登録されたが、同年12月8日のレアル・サラゴサ戦でトップチーム初出場を記録した。
2013-14シーズンは、コルドバのトップチームで17試合に出場すると、クラブは42シーズンぶりにラ・リーガ復帰を果たし、2014年9月12日、UDアルメリアとの一戦でカンパバダルはラ・リーガデビューを飾った。
2015年7月3日、コルドバを退団し、フリーでRCDマジョルカに加入した。
2017年7月6日、マジョルカがセグンダ・ディビシオンBに降格すると、CDルーゴに2年契約で移籍した。